# 博法省
博法省是西非國家畿內亞的33個省之一，位於該國西部，由博凱大區負責管轄，首府設於博法，北臨博凱省和泰利梅萊省，東接弗里亞省和杜布雷卡省，南毗大西洋，西鄰大西洋，面積9,100平方公里，人口約165,000。